# Heyu
Heyu (kinesiska: 河鱼) är en socken i sydvästra Kina. Den ligger i Chengkou härad i storstadsområdet Chongqing,  omkring 340 kilometer nordost om det centrala stadsdistriktet Yuzhong. Antalet invånare är 3 382. Befolkningen består av 1 602 kvinnor och 1 780 män. Barn under 15 år utgör 21,0 %, vuxna 15-64 år 68 %, och äldre över 65 år 9,0 %.